# She-Ra
She-Ra, het alter ego van de fictieve prinses Adora, is een actieheldin uit de naar haar genoemde tekenfilmreeks She-Ra: Princess of Power die liep van 1985 tot 1987.

## Verhaal
Prinses Adora is de tweelingzus van prins Adam, die door middel van zijn magische zwaard en een spreuk kan veranderen in He-Man. Toen ze nog heel klein was, werd prinses Adora ontvoerd door de boosaardige Hordak en zijn duistere handlangers. Ze groeide onder diens invloed op tot een dienaar van het kwaad, onwetend over haar afkomst en haar werkelijke lot. Wanneer He-Man op een dag de opdracht krijgt om het Zwaard van Bescherming (Sword of Protection) naar de planeet van Hordak te brengen, en door Hordak gevangen wordt genomen, wordt het Zwaard door She-Ra gevonden. Een kristal in het zwaard onthult aan prinses Adora wat haar afkomst is en dat zij voorbestemd is om te strijden tegen het kwaad. Het wordt haar daardoor duidelijk waarom ze de laatste tijd toch zo twijfelde over haar slechte daden. Ze grijpt het zwaard, waardoor ze transformeert tot She-Ra, en zet zich vanaf dat moment alleen nog in voor het goede. Haar eerste wapenfeit is het bevrijden van He-Man, en samen op haar vliegende paard Swiftwind terugvliegen naar hun thuisplaneet. Vanaf dat moment is She-Ra de verdediger van het Crystal Castle en vecht, net als He-Man, voor de eer van Grayskull.

## Tekenfilmserie
Na het succes van actieheld He-Man onder jongens, werd er door fabrikant Mattel gezocht naar een soortgelijke actieheld die ook de meisjes aan de buis zou kluisteren. Men lanceerde hierop een tekenfilm over She-Ra. In Nederland werd de serie in de jaren 80 uitgezonden door de omroep Veronica. Net als voor He-Man werd er ook voor She-Ra een speelgoedlijn uitgebracht.